# Kusträsket, Norrbotten
Kusträsket är en sjö i Bodens kommun i Norrbotten och ingår i Luleälvens huvudavrinningsområde. Sjön har en area på 1,48 kvadratkilometer och ligger 33 meter över havet. Sjön avvattnas av vattendraget Norbäcken.

## Delavrinningsområde
Kusträsket ingår i det delavrinningsområde (732195-175782) som SMHI kallar för Utloppet av Kusträsket. Medelhöjden är 90 meter över havet och ytan är 9,58 kvadratkilometer. Det finns inga avrinningsområden uppströms utan avrinningsområdet är högsta punkten. Norbäcken som avvattnar avrinningsområdet har biflödesordning 2, vilket innebär att vattnet flödar genom totalt 2 vattendrag innan det når havet efter 52 kilometer. Avrinningsområdet består mestadels av skog (82 procent). Avrinningsområdet har 1,48 kvadratkilometer vattenytor vilket ger det en sjöprocent på 15,4 procent.